# البلیده
البلیده مرکز استان البلیده در کشور الجزایر است.